# Heidi (personage)

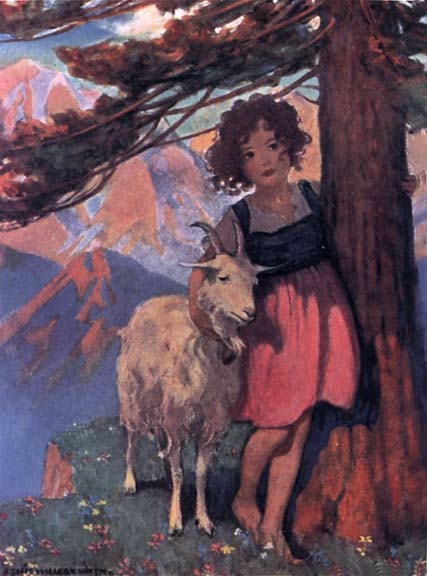
Heidi, afgebeeld door Jessie Willcox Smith in 1922

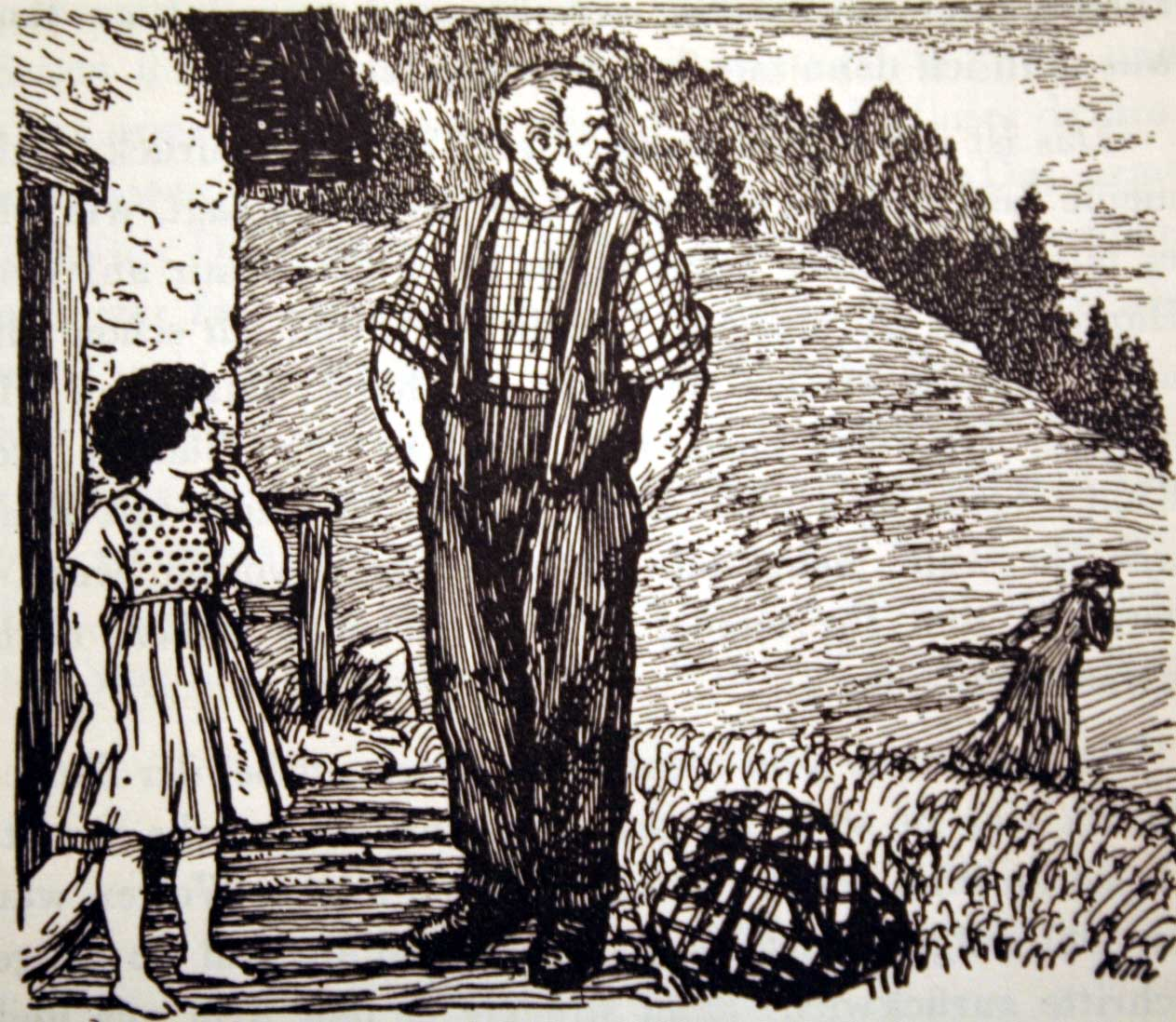
Heidi

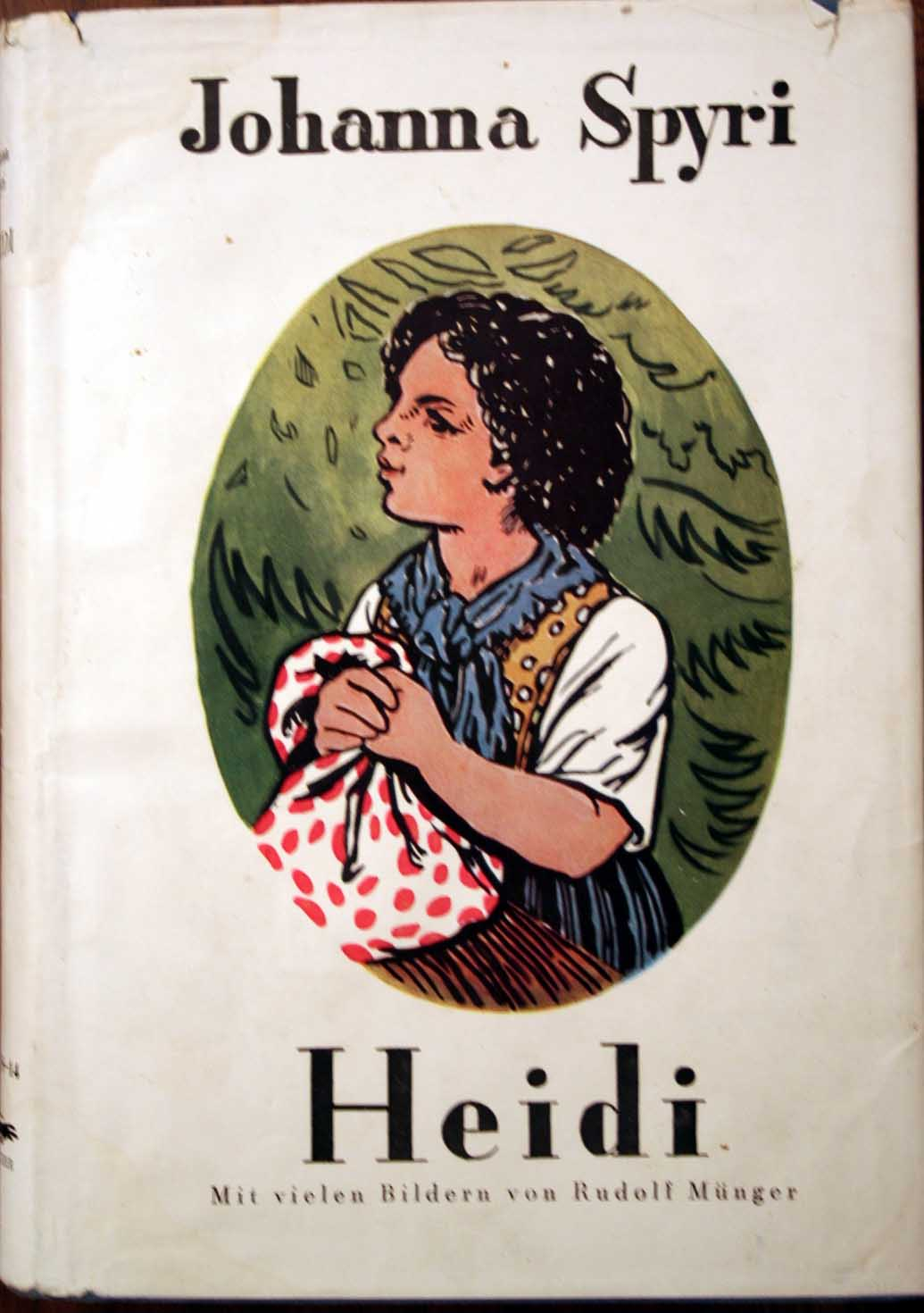
Heidi

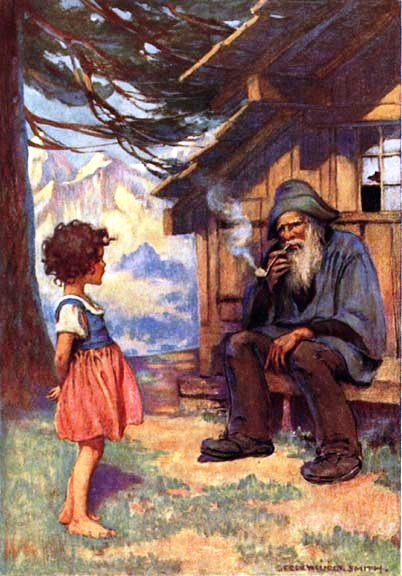
Heidi en haar grootvader

Heidi is de hoofdpersoon van de twee romans: Heidis Lehr- und Wanderjahre en Heidi kann brauchen, was es gelernt hat, die in 1880 door Johanna Spyri zijn geschreven. De romans hebben twee vervolgen namelijk Heidi Grows Up en Heidi's Children. Deze vervolgen werden niet door Spyri maar door de Engelse vertaler Charles Tritten geschreven.

## Inhoud
Heidi is een weeskindje dat wordt grootgebracht door haar tante Dete. Dete brengt de 5 jaar oude Heidi naar haar grootvader, de "Alm-oom", omdat zij voor werk naar Frankfurt moet. Heidi brengt hier haar eerste levensjaren door samen met Peter de geitenhoeder.
Een jaar later, wanneer Dete terugkomt, brengt zij Heidi naar Frankfurt om een steun voor het 12 jaar oude invalide meisje Klara te zijn. Klara raakt heel gehecht aan Heidi en kan haar niet meer missen. Heidi brengt hier een heel jaar door maar heeft ontzettende last van heimwee. Ze mag daarom na een jaar naar huis. Nadat Klara met Heidi meegaat, bepaalt de dokter dat de omstandigheden in de alm-hut beter zijn voor Klara, waarna Klara en Heidi samen verder leven.
Klara ontwikkelt zich de maanden daarop flink en deelt samen met Heidi een wonderschone zomer samen met haar grootvader en Peter. Door de geitenmelk en de frisse berglucht helen Klara's wonden zodanig dat zij na verloop van tijd zonder rolstoel verder kan.
Klara's grootmoeder en vader zijn zo versteld door de genezing van Klara dat zij besluiten dat Heidi nooit meer haar brood onder vreemden hoeft te verdienen.

## Televisie
Ongeveer 20 films en televisieproducties zijn er naar aanleiding van het originele verhaal verschenen, waaronder de zeer populaire animatieserie Arupusu no Shoujo Haiji (Heidi) uit 1974.
In 2015 werd door Studio 100 een nieuwe animatieserie voor televisie gemaakt.

## Heidi-computerspel
Van de Heiditekenfilm is ook een spel gemaakt, genaamd "Heidi - avontuur in de bergen". Het is een avonturenspel waarin het verhaal verwerkt is. Het spel bevat drie talen: Nederlands, Engels en Frans.

## Heidiland en Heididorp
Heidiland is de toeristische naam van het gebied tussen het Walenmeer en de Bündner Herrschaft, sinds 2011 inclusief de Bündner Herrschaft. Even buiten het stadje Maienfeld bevindt zich het "Heididorp", waar Johanna Spyri haar verhalen situeerde. Het dorpje wordt veel bezocht door toeristen. De benaming "Heidiland" is niet onomstreden onder inwoners van de regio omdat daarmee uit marketingoverwegingen voorbijgegaan wordt aan de traditionele plaatsnamen en de regionale verschillen.